# Circoncisione rituale
La circoncisione rituale è un rituale di passaggio consistente nella circoncisione del prepuzio maschile, praticata fin dall'antichità, dapprima solo in alcune tribù nord africane e successivamente e odiernamente presso le popolazioni di religione ebraica e islamica nonché in alcune zone dell'Oceania.
Nell'immaginario collettivo europeo è di frequente ricollegata alla cultura ebraica e Gesù stesso, secondo quanto riportato dall'evangelista Luca, venne circonciso ritualmente.
In alcune religioni è prevista dal codice di comportamento.
Tra i significati più diffusi si annoverano:
- sacrificio religioso o segno di appartenenza a un gruppo religioso: in questo senso è in uso presso le comunità ebraiche
- intervento di ispirazione culturale sul piacere sessuale (per sopprimerlo)
- scoraggiamento della masturbazione nei periodi storici e nelle culture in cui questa era particolarmente proibita
- dimostrazione della capacità di resistere al dolore
- ausilio igienico laddove una detersione del glande non fosse possibile regolarmente.[senza fonte]

## La circoncisione presso gli Egizi
Gli antichi egizi praticavano la circoncisione rituale come segno di affiliazione a Ra, il dio del Sole, che aveva circonciso sé stesso.

## La circoncisione presso gli Ebrei

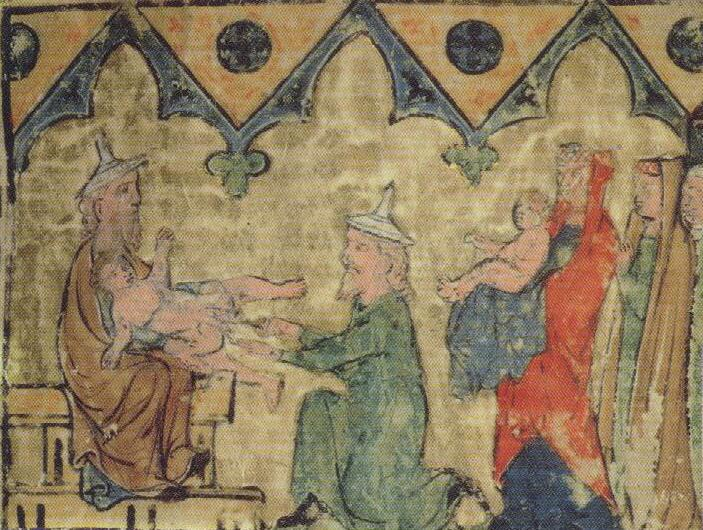
La circoncisione di Isacco, in un'illustrazione del Pentateuco

Il Brit milà, "patto della circoncisione", fu comandato da Dio ad Abramo, il Padre del popolo ebraico, come segno del legame eterno fra il Santo Benedetto e la Casa d'Israele (Genesi 17,7). Si tratta di una mitzvah unica nel suo genere, in quanto essa è impressa nella carne di ogni Ebreo: il Talmùd racconta del Re Davìd, che si dispiaceva, osservandosi nel bagno senza abiti, di non poter eseguire in quel momento alcun precetto, quando gli sovvenne della milà, e allora si rincuorò. Ciò insegna che anche chi non possiede nulla, neppure abiti da indossare, ha comunque l'opportunità di acquisire il merito della circoncisione.
La milà deve essere compiuta all'ottavo giorno dalla nascita durante le ore diurne: se per errore la circoncisione è stata effettuata prima dell'ottavo giorno o durante la notte, non è valida e si deve procedere a stillare una goccia di sangue a guarigione avvenuta (hatafàt dam brit). Sul piano del conteggio si considera il giorno della nascita già come primo giorno, sì che di fatto la milà avviene lo stesso giorno settimanale della nascita nella settimana successiva.
La milà consiste nel compimento di tre atti, normalmente distinti:
1. milà propriamente detta, che consiste nella recisione del prepuzio, cioè della pelle che ricopre la sua punta;
2. peri'à, rivoltamento della mucosa sottostante;
3. metzitzà, succhiamento del sangue della ferita.

La tradizione spiega la scelta dell'organo genitale come sede della circoncisione con il fatto che, in concomitanza con il precetto della milà, Dio aveva comandato ad Abramo di essere integro (Genesi 17,1).
L'obbligo della circoncisione incombe sul padre. Se questi non è in grado di effettuarla in persona, può incaricare un esperto perché la esegua in sua vece: il mohel, che agisce come shalìach (delegato) del padre.
La circoncisione è richiamata in diversi passi del Tanakh:
- Genesi, 17,11-14[2]: Vi lascerete circoncidere la carne del vostro membro e ciò sarà il segno dell'alleanza tra me e voi. [...] Il maschio non circonciso, di cui cioè non sarà stata circoncisa la carne del membro, sia eliminato dal suo popolo; ha violato la mia alleanza.
- Libro di Ester, 4,17[3]: Signore,... sai che io odio la gloria degli empi e detesto il letto dei non circoncisi e di qualunque straniero.
- Libro di Geremia, 9,24[4]: Ecco, giorni verranno - oracolo del Signore - nei quali punirò tutti i circoncisi che rimangono non circoncisi.

## Cristianesimo
- Tommaso Didimo (Parabole di Gesù, vangelo apocrifo): I discepoli gli dissero: "È utile o no la circoncisione?" Lui rispose: "Se fosse utile, il loro padre genererebbe figli già circoncisi dalla loro madre. Invece, la vera circoncisione nello spirito è diventata vantaggiosa da ogni punto di vista."

## La circoncisione nel mondo islamico
Nel mondo islamico la circoncisione non è solo un rito, né soltanto una semplice tradizione: è un aspetto essenziale della fede, perché consigliata dallo stesso Maometto nella Sunna, i detti del Profeta che spiegano il Corano.
L'origine si fa, anche in questo caso, risalire ad Abramo, che a 80 anni si autocirconcise ed estese questo gesto alla sua famiglia. Il Corano, nella Sura delle Api, al versetto 123 dice: “Ti riveliamo di seguire con sincerità la religione di Abramo: egli non era affatto un associatore (cioè un pagano non appartenente a una religione monoteista)”.
Altre motivazioni sono nel concetto che un buon musulmano, quando si pone in atteggiamento di preghiera, deve essere puro: è per questo che si fanno le abluzioni, ma nel prepuzio maschile possono facilmente rimanere delle tracce di sporcizia. Il periodo consigliato per eseguire l'intervento va dai 7 giorni di vita a prima della pubertà.